# Los Rojinegros
Los Rojinegros es el nombre que recibe la barra brava del club de fútbol chileno Rangers de Talca. Fue creada en febrero de 1997 por un grupo de jóvenes hinchas rangerinos.
Desde su fundación, la agrupación alienta a Rangers desde la galería, el espacio más popular del Estadio Fiscal de Talca.

## Historia

### Origen
La barra Los Rojinegros fue creada por iniciativa del club, en un intento por fomentar la organización de los más jóvenes para apoyar al equipo. Hasta ese momento, Rangers ya había contado con grupos juveniles y estudiantiles, pero generalmente eran anexos de las barras ya existentes, de tal manera que se limitaban a lo que hacían ellos y no contaban con una identidad más propia. 
El anuncio oficial de la creación de la hinchada fue realizado por el club durante la Noche Rojinegra de 1997, donde se enfrentaban Rangers con el Saint Gallen de Suiza. La fecha de este encuentro difiere en los datos disponibles, variando entre el 4 y 12 de febrero. Fue que, durante el entretiempo de dicho partido y mediante los altoparlantes del Estadio Fiscal, el club hizo un llamado a conformar una nueva agrupación "estudiantil" (que era la denominación que se le daba a los grupos de jóvenes). A dicha cita, llegarían un grupo de jóvenes de distintos sectores de Talca y San Javier con la disposición de conformar un grupo y alentar a Rangers.
El nombre de la barra fue escogido en una de las primeras reuniones de la agrupación, donde se tuvo que decidir entre las dos opciones más populares entre ellos, Los Rojinegros y Los Rossoneros, ambos basados en los colores principales del club. Finalmente el nombre de los Rojinegros sería escogido al ser más representativo.

### Desarrollo y crisis
El mismo año de su fundación, y con la incansable iniciativa de los jóvenes, liderados en un primer momento por El Cabezón Gustavo, la barra obtiene un importante crecimiento, respondiendo principalmente a los positivos resultados futbolísticos del club que peleaba por el ascenso a Primera División. A su vez que esto ocurría, la barra seguía ordenándose y conformándose como grupo. Hacia 1998 la agrupación contaba con un registro empadronado de miembros, contabilizándose hasta ese entonces con cerca de 200, organizados a través de piños o grupos en las distintas poblaciones de Talca.
Sin embargo, los vaivenes deportivos del club no ayudarían a mantener esta etapa. A esto se le sumarían las rencillas internas entre grupos de distintos sectores y la desmotivación de sus miembros que culminarían, en 1999, con la salida del Cabezón de la dirección de la barra y el comienzo de una etapa de crisis interna. Sería el nuevo miembro a cargo, Mario "Demon", quien ayudaría a mantener lo poco que quedaba del grupo a flote para, al menos, evitar su desaparición.
En 2005, y por iniciativa de varios de los miembros antiguos, la barra decide reorganizarse, con la intención de volver a recibir apoyo del club para fomentar el crecimiento de la agrupación nuevamente. La materialización de este proyecto comienza a evidenciarse en los años próximos y, hacia 2007, la barra ya contaba con 300 barristas empadronados, sumado a la conformación y reaparición de piños de diversos sectores de Talca y la región.

### Resurgimiento
En 2008, y beneficiado por los resultados deportivos del club, la barra volvería a tener un importante crecimiento, el cual esta vez sería más sostenido que el anterior. Además crecería en implementos y organización, comenzando la adquisición de los primeros instrumentos propios de la barra, supliendo los bombos que eran prestados por otras instituciones,y conformando el Centro Cultural "Los Rojinegros", bajo el cual se pretendía ampliar la gama de acción de la barra.
La agrupación además contaba con un sitio web propio y organizaban colectas para ir en beneficio, tanto del mismo grupo como del club que pasaba por un delicado momento financiero.
Entre los años 2010 y 2011, la agrupación se las ingeniaría constantemente para acompañar a Rangers mientras alternaba localía entre Linares y San Javier, organizando buses y vehículos para transportar hinchas a dichas locaciones.
En 2012, la hinchada, tal como los otros grupos de hinchas de Chile, comenzaría la lucha contra el Plan Estadio Seguro. Como consecuencia del plan, gran parte del rango de acción de la barra fue limitado, incluyendo la utilización de lienzos y de los instrumentos que, hasta ese entonces, se encontraban en un notable alza en términos de cantidad, pues se encontraban en pleno desarrollo de iniciativas para aumentar la cantidad de bombos y otros.La barra colaboraría en movimientos y manifestaciones nacionales contra el plan. 
En 2013 la barra comenzaría sus críticas contra la Sociedad Anónima que manejaba a Rangers, organizando las primeras marchas y protestas en contra de esta.

### Actualidad
A inicios de 2016, los Rojinegros consiguieron los permisos necesarios para hacer regresar los bombos, lienzos y banderas al Estadio Fiscal en los partidos de local de forma oficial. De esta forma, el recinto retomaría el ambiente perdido debido al Plan Estadio Seguro y significaría un regreso del protagonismo dentro del aliento en el sector de galería.
En 2018, y con los arreglos al estadio Fiscal, la barra debió cambiar su ubicación hacia la tribuna pacífico, debiendo compartir un reducido espacio con el resto de los hinchas de la galería.
En 2019, y con la finalización de los trabajos para la ampliación del estadio, la barra se traslada al codo sur (que sería la nueva galería), ubicándose al centro de dicho sector. El arribo a esta ubicación lo inaugurarían con una vistosa celebración durante la salida a la cancha de los equipos para la noche rojinegra del mismo año.
En octubre de dicho año, la barra se expresaría sobre el estallido social, participando activamente de protestas y marchas bajo dicho contexto. Aprovecharían esta instancia para volver a manifestarse contra el plan Estadio Seguro y las Sociedades Anónimas.
Para 2020 y 2021, y debido a la pandemia del COVID-19, nadie podía ingresar al estadio para presenciar los partidos y alentar al equipo. Sin embargo, la barra se las arreglaría constantemente para brindar su apoyo al equipo, ubicándose detrás del estadio (del lado norte, donde la galería es más baja y, por lo tanto, puede verse parte de la cancha) en gran parte de los encuentros. Durante este año, se organizaron algunas jornadas destacables, como las caravanas por el aniversario 118 y 119, la caravana en apoyo al equipo al partir a jugar por la liguilla del ascenso del 2020 y el banderazo con el equipo por el partido contra Curicó Unido por la Copa Chile de 2021, entre otras actividades.
Ya a mediados de 2021, el público volvería permanentemente al estadio, lo que haría volver a la barra a alentar presencialmente al equipo.
En este periodo, además, la agrupación intensificaría sus críticas hacia la Sociedad Anónima que maneja Rangers, realizando comunicados al respecto, marchas y promoviendo la organización de asambleas con el fin de acercarse a la institución formalmente.
El 23 de marzo de 2024, y en el contexto de un partido entre Rangers y San Luis, miembros de la barra ingresaron a la cancha en defensa de unos niños, quienes presuntamente habrían sido insultados y perseguidos por jugadores del equipo quillotano. La barra publicaría un comunicado adjudicándose y justificando las acciones. Esto tendría como consecuencia la clausura del sector de galería por tres partidos, siendo el mayor castigo provocado por la barra desde su fundación.

## Características

### Generales
- Los Rojinegros se ubican en el sector "Galería" del Estadio Fiscal, que corresponde a la zona sur del recinto. Específicamente al centro de dicha tribuna.[24]
- Se han definido como contrarios a las Sociedades Anónimas en el fútbol y a la Ley de Violencia en los Estadios (y, por consiguiente, al Plan Estadio Seguro).[25][26][27]
- Desde su fundación, la barra siempre ha tenido un lienzo oficial con el nombre de "Los Rojinegros". Pasando desde letras estilo grafiti hasta letras estilo gótico.[28][29]
- Tal como el equipo, los colores que los definen son el rojo y el negro, ocasionalmente complementado con el amarillo en lienzos y murales.[28]
- Cuentan con un tag de grafiti propio con las iniciales de la barra: R y N.[30]

### Lemas
- Los Rojinegros la Hinchada más Fiel[31]

### Actividades notables
Además del aliento en los estadios, la barra es conocida por tener una importante relación y conciencia con la comunidad talquina, especialmente con jóvenes de sectores vulnerables.
- Anualmente la barra organiza la navidad rojinegra, donde se le da regalos a niños.[32]
- Cada año la agrupación organiza actividades para conmemorar el aniversario de Rangers, el día 2 de noviembre.[33][34]
- Frecuentemente organizan colectas para apoyar a víctimas de desastres naturales y otros.[35]